# Konstantin Merezjkovski
Konstantin Sergejevitsj Merezjkovski (Russisch: Константин Сергеевич Мережковский) (Warschau,  4 augustus 1855  - Genève, 9 januari 1921) was een Russisch botanicus, die als een van de eersten de afstamming van chloroplasten postuleerde.

## Leven
Merezjkovski deed aan de Universiteit van Californië onderzoek aan algen en werkte als curator aan het zoölogisch museum van de Universiteit van Kazan. In 1903 promoveerde hij met een proefschrift over de morfologie van diatomeeën. In 1905 en in 1920 publiceerde hij over de endosymbiotische oorsprong van chloroplasten.
Als student had Merezjkovski revolutionaire ideeën. Later werd hij medewerker van de geheime politie van de Tsaar en was hij een van de organisatoren van een nationalistische en antisemitische organisatie, waar hij verschillende van zijn collega's beschuldigde. Na een seksschandaal over pedofiele activiteiten tussen 1905 en 1914 met 26 jonge meisjes werd hij gedwongen Rusland te verlaten. Hij ging eerst naar Frankrijk, later naar Zwitserland. Merezjkovski kreeg tijdens zijn leven weinig erkenning voor zijn werk, wat hij mede weet aan de oorlog en de revolutie. In 1921 pleegde hij zelfmoord in Genève.